# Annique Meyer
Annique Meyer (* 25. Mai 1999 in Aarau) ist eine Schweizer Unihockeyspielerin. Sie steht beim Nationalliga-A-Vertreter Unihockey Berner Oberland unter Vertrag.

## Karriere

### Verein
Meyer begann ihre Karriere beim Team Aarau. Sie spielte bis zu den A-Junioren in Aarau, ehe sie zu Zug United wechselte. 2015 debütierte sie in der ersten Mannschaft des Zug United in der Nationalliga A. Am 11. April 2017 gab Zug United die Vertragsverlängerung um ein Jahr bekannt.
Ein Jahr später verkündete Zug United den Transfer Meyers zu Unihockey Berner Oberland.

### Nationalmannschaft
2016 debütierte Meyer in der U19-Unihockeynationalmannschaft der Schweiz. Sie wurde an der U19-Floorball Tour der Damen zum ersten Mal eingesetzt. 2017 wurde sie bei drei Testspielen gegen die Tschechische U19-Nationalmannschaft ebenfalls eingesetzt. Im November 2017 war sie bei der EFT U19 in Malmö dann wiederum dabei und erzielte zwei Tore. Meyer stand für die Schweizer U19-Weltmeisterschaft 2018 im Kader der Schweizer Nationalmannschaft.